# 1,4-tiazepina
L'1,4-tiazepina è un composto chimico eterociclico a sette termini la cui struttura è formata da una tiepina in cui il carbonio in posizione 4 è sostituito da un atomo di azoto.